# Куњски рејон
Куњски рејон (рус. Куньинский район) административно-територијална је јединица другог нивоа и општински рејон смештен на крајњем југоистоку Псковске области, односно на западу европског дела Руске Федерације.
Административни центар рејона је варошица Куња.
Према проценама националне статистичке службе Русије за 2016. на територији рејона је живело 9.301 становника, или у просеку око 3,55 ст/км².

## Географија
Куњски рејон смештен је на крајњем југоистоку Псковске области. Обухвата територију површине 2.621,4 км², и по том параметру налази се на 10. месту међу 24 рејона у области. Граничи се са територијама Великолушког рејона на северу и северозападу, односно са Усвјатским рејоном на југозападу. На истоку су Торопечки и Западнодвински рејон Тверске, односно Велишки рејон Смоленске области на југу.
Рељефом рејона доминирају бројна мања брда моренског порекла и бројна језера глацијалног порекла. Оба најдоминантнија облика рељефа формирана су под утицајем ледничких морена пре око 12.000 година.
У хидролошком погледу територија Куњског рејона подељена је између сливова Неве на северу, и Западне Двине (која чини део границе према Тверској области на југу) на југу и истоку. Најважнија река у сливу Неве на овом подручју је река Куња, лева притока Ловата, док је најважнији водоток у сливу Западне Двине река Усвјача.
Међу бројним језерима димензијама се издвајају Двињ-велинско и Жижичко језеро који су после Чудско-псковског језера највећа језера на тлу Псковске области. Већа су још и Усминско и Ордосно језеро.

## Историја
Куњски рејон успостављен је 1. августа 1927. године као административна јединица тадашњег Великолушког округа Лењинградске области. Године 1929. укључен је у састав Западне области са седиштем у Смоленску, да би потом 1935. постао делом Калињинске области. Потом је рејон укључен у састав Великолушке области 1944. године, да би након њеног распуштања 1957. ушао у састав Псковске области у чијим границама се и данас налази.

## Демографија и административна подела
Према подацима са пописа становништва из 2010. на територији рејона је живело укупно 10.277 становника, док је према процени из 2016. ту живело 9.301 становника (1,44% рејонске популације), или у просеку тек око 3,55 ст/км². По броју становника Усвјатски рејон се налази тек на 17. месту у области и најређе је насељен рејон у целој области. У административном центру рејона варошици Куњи живи нешто мање од трећине од укупне рејонске популације.
| 1959.  | 1970.  | 1979.  | 1989.  | 2002.  | 2010.  | 2016.  |
| ------ | ------ | ------ | ------ | ------ | ------ | ------ |
| 36.639 | 27.682 | 21.412 | 17.737 | 12.928 | 10.277 | 9.301* |

Напомена:* Према процени националне статистичке службе. 
Према подацима са пописа из 2010. на подручју рејона регистровао је укупно 260 села (од којих је њих 49 било без становника, а у 63 села живело је мање од 5 становника). Рејон је административно подељен на 5 нижестепених општина, 4 сеоске и једну урбану. Једино градско насеље на подручју рејона је варошица Куња.

## Саобраћај
Северним делом рејона пролази аутопут и железница од националног значаја која повезује Москву са прибалтичким земљама, те аутопут на релацији Санкт Петербург−Полацк. Преко рејонске територије, у дужини од 32 километра пролази и деоница нафтовода Сургут—Полацк.

## Занимљивости
- У селу Карево на североистоку рејона родио се 1839. један од најпознатијих руских композитора Модест Мусоргски. У суседном селу Наумово где је породица чувеног композитора имала имање године 1968. основан је музеј посвечен великом композитору. У музеју се сваке године традиционално организује фестивал руске народне године.
- У селу Клин на северу рејона је 1865. рођен московски и све руски патријарх Тихон (световно Василиј Белавин).
- На северној облаи Жижичког језера налази се археолошки локалитет Жижец из XI века.